# Църковяни
 Тази статия е за воденското село.  За берското, чието старо име е Църковяни вижте Микра Санда.  
Църковяни или Църковени (на гръцки: Εκκλησιοχώρι, Еклисиохори или Κλησοχώρι, Клисохори, катаревуса Εκκλησιοχώριον, Еклисиохорион, до 1926 година Τσερκόβιανη, Церковяни) е село в Република Гърция, в дем Воден (Едеса), област Централна Македония.

## География
Селото се намира на 3 km североизточно от Воден (Едеса), на 380 m надморска височина в склоновете на планината Нидже (Ворас).

## История

### В Османската империя
В обобщен списък на джизието на немюсюлманите от вилаета Водане за 1619-1620 година селото е отбелязано като Черковяни, с 57 ханета (домакинства).
В края на XIX век Църковяни е чисто българско село във Воденска каза на Османската империя. Александър Синве („Les Grecs de l’Empire Ottoman. Etude Statistique et Ethnographique“), който се основава на гръцки данни, в 1878 година пише, че в Сарковяни (Sarkoviani), Воденска епархия, живеят 390 гърци. В „Етнография на вилаетите Адрианопол, Монастир и Салоника“, издадена в Константинопол в 1878 година и отразяваща статистиката на населението от 1873 г., Църковени (Tzerkovéni) е посочено като село със 78 къщи и 300 жители българи. Според статистиката на Васил Кънчов („Македония. Етнография и статистика“) в 1900 година в Църковени живеят 320 жители българи християни и 3 българи мохамедани. Според Христо Силянов след Илинденското въстание в 1904 година цялото село минава под върховенството на Българската екзархия. По данни на секретаря на екзархията Димитър Мишев („La Macédoine et sa Population Chrétienne“) в 1905 година във Церковени (Tzerkoveni) има 160 българи екзархисти.

### В Гърция
През Балканската война в селото влизат гръцки войски и след Междусъюзическата Църковяни остава в Гърция.
Боривое Милоевич пише в 1921 година („Южна Македония“), че Църковени (Црковени) има 25 къщи славяни християни.
В 1926 година името на селото е преведено като Еклисиохори, буквално Църковно село.
В 1924 година в Църковяни са заселени 127 души понтийски гърци, бежанци от Турция. В 1928 година Църковяни е представено като смесено местно-бежанско с 32 бежански семейства и 143 души бежанци. В 1940 година от 386 жители, половината са местни, а половината бежанци.
През Втората световна война в селото е установена българска общинска власт. Според статистиката на Народоосвободителния фронт в 1947 година в селото има 250 местни и 200 бежанци.
Селото произвежда предимно жито и овошки.
| Година    | 1913 | 1920 | 1928 | 1940 | 1951 | 1961 | 1971 | 1981 | 1991 | 2001 | 2011 | 2021 |
| --------- | ---- | ---- | ---- | ---- | ---- | ---- | ---- | ---- | ---- | ---- | ---- | ---- |
| Население | 103  | 120  | 456  | 386  | 383  | 404  | 524  | 436  | 371  | 415  | 683  | 564  |

## Личности
Родени в Църковяни
- Христо Нейков (1874 – ?), български революционер, деец на ВМОРО